# 12237 Coughlin
12237 Coughlin este un asteroid din centura principală de asteroizi.

## Descriere
12237 Coughlin este un asteroid din centura principală de asteroizi. A fost descoperit pe 23 aprilie 1987 la Observatorul Palomar de Carolyn S. Shoemaker și Eugene M. Shoemaker. Asteroidul prezintă o orbită caracterizată de o semiaxă mare de 2,29 ua, o excentricitate de 0,20 și o înclinație de 23,4° în raport cu ecliptica.